# Hemitriccus
Genre
Hemitriccus est un genre de passereaux de la famille des tyrannidés, comprenant une vingtaine d'espèces de todirostres, oiseaux sud-américains.

## Liste d'espèces
D'après la classification de référence (version 9.1, 2019) du Congrès ornithologique international (ordre phylogénique) :
- Hemitriccus diops – Todirostre à poitrine ombrée
- Hemitriccus obsoletus – Todirostre à poitrine brune
- Hemitriccus flammulatus – Todirostre flammulé
- Hemitriccus minor – Todirostre de Snethlage
- Hemitriccus spodiops – Todirostre de Bolivie
- Hemitriccus cohnhafti – Todirostre de Cohn-Haft
- Hemitriccus josephinae – Todirostre de Joséphine
- Hemitriccus zosterops – Todirostre zostérops
- Hemitriccus griseipectus – Todirostre à ventre blanc
- Hemitriccus minimus – Todirostre de Zimmer
- Hemitriccus orbitatus – Todirostre à lunettes
- Hemitriccus iohannis – Todirostre de Johannes
- Hemitriccus striaticollis – Todirostre à cou rayé
- Hemitriccus nidipendulus – Todirostre de Wied
- Hemitriccus margaritaceiventer – Todirostre à ventre perle
- Hemitriccus inornatus – Todirostre de Pelzeln
- Hemitriccus granadensis – Todirostre à gorge noire
- Hemitriccus mirandae – Todirostre de Miranda
- Hemitriccus cinnamomeipectus – Todirostre du Pérou
- Hemitriccus kaempferi – Todirostre de Kaempfer
- Hemitriccus rufigularis – Todirostre à gorge fauve
- Hemitriccus furcatus – Todirostre à queue fourchue